# Alecton (Schiff, 1861)
Die Alecton war eine Korvette der französischen Marine, die von 1861 bis 1884 im Dienst war. Sie ist vor allem dafür bekannt, dass sie vor Teneriffa als eines der ersten Schiffe auf einen Riesenkalmar (Architeuthis dux) gestoßen ist und vergeblich versuchte, diesen einzufangen. Bis zu diesem Zeitpunkt galten Riesenkalmare als Fabelwesen.

## Geschichte
Die nach Alekto, einer der drei Erinnyen, benannte Alecton war ein 1859 in der Werft La Seyne der Société des Forges et Chantiers de la Méditerranée gebauter und 1861 vom Stapel gelassener Schaufelraddampfer. Sie war das erste Schiff einer neuen Korvettenklasse, die von der französischen Marine zum Einsatz in den französischen Kolonien bestellt wurde, und gab dieser Klasse auch ihren Namen. Die Alecton war 50,9 Meter lang und 12,1 Meter breit. Sie wurde von einer Dampfmaschine mit 120 PS und Segeln an zwei Masten angetrieben, hatte eine sechsundsechzigköpfige Besatzung und war mit zwei leichten Kanonen bewaffnet. Ihre Verdrängung betrug 570 Tonnen. Zunächst wurde die Alecton in Französisch-Guayana und ab 1868 in Guadeloupe stationiert. Am 10. August 1883 wurde sie außer Dienst gestellt und 1884 in Lorient abgewrackt.

## Begegnung mit dem Riesenkalmar

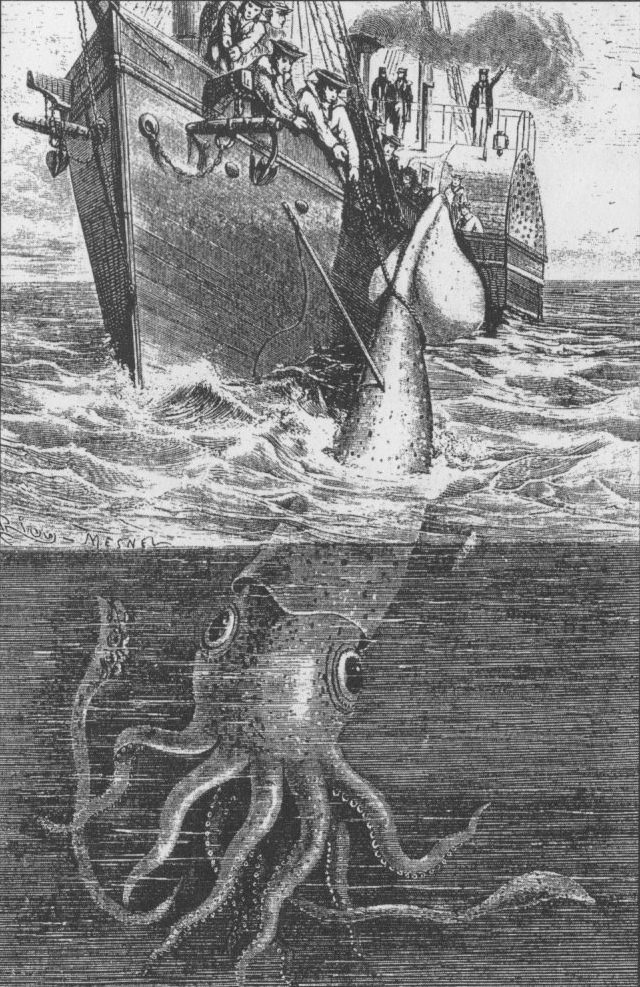
Die Besatzung der Alecton bei dem Versuch, einen Riesenkalmar zu fangen

Frédéric Bouyer, der als Kapitän auf der Alecton diente, schrieb einen Reisebericht, der zunächst 1866 als Artikel in der Zeitschrift Le Tour du Monde erschien und später als Buch veröffentlicht wurde. Dieser enthielt Illustrationen, die auf Skizzen von Offizieren der Alecton und von Bouyer selbst beruhten und von Künstlern angefertigt wurden.
Die Begegnung mit dem Riesenkalmar fand 1861 statt, als Bouyer das Kommando über das Schiff hatte. Die Alecton war auf dem Weg nach Cayenne. Als sie in die Nähe von Teneriffa kam, entdeckte der diensthabende Ausguck einen großen Körper, der teilweise untergetaucht an der Oberfläche schwamm. Bouyer beschrieb das Tier später selbst als „Riesenkalmar“. Der Kapitän hatte zwar Berichte über Riesenkalmare gehört, doch die Wissenschaft bestritt deren Existenz. Zwar waren vor allem vor Seeland (Dänemark) im Jahr 1847 verstümmelte, zersetzte Stücke von Riesenkalmaren aufgetaucht und ein weiterer im Jahr 1854 bei Skagen Odde, doch niemand hatte jemals ein lebendes Exemplar gefangen oder auch nur gesehen. Entschlossen, das Tier zu fangen, befahl der Kapitän, Musketen abzufeuern und Harpunen abzuschießen.
Die Kugeln schienen dem gummiartigen Körper des Kalmars, der ohne die Länge der Arme über fünf Meter lang war, nur wenig Schaden zuzufügen. Schließlich gelang es, ein Seil um den Schwanz des Tieres zu legen. Als sich die Schlinge zuzog, wurde der Schwanz abgetrennt. Dieser konnte geborgen und zum französischen Konsulat auf Teneriffa gebracht werden, von wo aus die französische Akademie der Wissenschaften informiert wurde. Die Geschichte wurde zunächst als Verstoß gegen die Naturgesetze verspottet, doch eine Reihe von Strandungen von Riesenkalmaren an der Küste Neufundlands in den Folgejahren bewies ihre Wahrheit.

„In der Sitzung der Pariser Akademie der der Wissenschaften vom 30. December theilte Herr Flourens Details über einen Riesenpolypen mit, mit dem das Kriegsschiff ‚Alecton‘ 40 Seemeilen von der Insel Teneriffa entfernt einen Kampf bestanden hat. Nach dem Berichte des Schiffscommandanten war das Thier groß und stark genug, um ein Boot umzuwerfen und einen Menschen in seinen langen und klebrigen Armen zu ersticken. Sein Aussehen war gräulich und drohend und flößte der Schiffsmannschaft wahrhaftes Entsetzen ein. Man machte sich auf einen harten Strauß gefaßt und setzte Harpunen, geladene Musketen und Schlingen in Bereitschaft. Es gelang, dem Seeungeheuer eine Schlinge um den Leib zu werfen und ihm auch ein Dutzend Kugeln in den Leib zu jagen; als die Schlinge zugezogen wurde, riß sich der Polyp los und nur ein etwa 20 Kilogramm wiegender Theil seines Leibes wurde an Bord gezogen. Nun wurden Harpunen nach ihm geworfen, worauf er Ströme schaumigen, nach Moschus riechenden Blutes verlor und nach dreistündigem Kampfe verschwand.“

## Kultureller Einfluss
Über die Begegnung der Alecton mit dem Riesenkalmar wurde in der europäischen Presse ausführlich berichtet. Sie war Teil der damaligen Debatte über die Frage, ob mythologische Wesen wie der Kraken wirklich existierten. Legenden über den Kraken waren unter Seefahrern schon seit Jahrhunderten im Umlauf und wurden durch die gelegentlich an die europäischen Küsten gespülten Kadaver großer Kopffüßer genährt. Mit der Aufklärung versuchten die ersten Naturforscher und Biologen, den Kraken wissenschaftlich zu klassifizieren.
Zu ihnen gehörten Carl von Linné im Jahr 1735 und der Bischof von Bergen, Erik Pontoppidan, der 1752 in seiner Naturgeschichte Norwegens die erste analytische Beschreibung des Kraken lieferte, die nicht nur auf Legenden basierte. Trotz dieser bemerkenswerten Ausnahmen blieb die wissenschaftliche Gemeinschaft skeptisch, was die Existenz von Riesenkalmaren anging, und war nicht geneigt, sie als reale Lebewesen anzuerkennen. Sogar der französische Naturforscher Pierre Denys de Montfort wurde für seine Studien über Riesenkopffüßer, in denen er die Existenz des Kraken zugab, ruiniert und genoss bei anderen Gelehrten kein großes Ansehen mehr.
Schriftsteller wie Victor Hugo und Jules Verne ließen sich von diesem Ereignis inspirieren. Hugo schildert in seinem Roman Die Arbeiter des Meeres (1866) den Angriff eines Kraken auf ein Fischerboot. Dasselbe tat Jules Verne, der in seinem Roman Zwanzigtausend Meilen unter dem Meer (1869) dem Angriff eines Schwarms Riesenkraken auf das von Kapitän Nemo kommandierte Unterseeboot Nautilus ein ganzes Kapitel widmete und sich dabei sogar ausdrücklich auf die tatsächliche Erfahrung der französischen Korvette berief. Die Begegnung mit der Alecton und die nachfolgenden Werke von Hugo und Verne trugen dazu bei, dass der Krake endgültig in die kollektive Vorstellungswelt einging.